# Alfio, Filadelfo y Cirino
San Alfio, San Filadelfo y San Cirino, mártires de las tradiciones bizantinas de Italia meridional, fueron tres hermanos de Vaste, en la diócesis de Otranto, quienes murieron con su madre, Benedicta, durante la persecución de Decio, ca 251 AD. Los detalles respecto de estos martirios son tradiciones elaboradas en una fecha más tardía en el Acta benedictina de San Alfio.
Según el Acta, los tres, cuya edad iba de los diecinueve a los veintidós años, y su madre Benedicta, fueron arrestados junto con otros cristianos durante las persecuciones ocurridas bajo el gobierno de Decio. Los llevaron a Pozzuoli, cerca de Nápoles, donde uno de los cristianos, Onésimo, fue ejecutado. Los hermanos, vueltos a trasladar, esta vez a Sicilia, fueron martirizados en Lentini; allí se cuentan entre los patronos locales. A San Alfio le arrancaron la lengua. Filadelfo fue quemado en la hoguera y a Cirino lo hirvieron vivo en aceite. No se da ningún detalle de la ejecución de Benedicta. Su festividad es el 10 de mayo en Lentini y Trecastagni, Sicilia.